# Chemical Markup Language
Il  Chemical Markup Language, CML, è un approccio utilizzato in chimica per la gestione delle informazioni riguardanti le molecole utilizzando strumenti come XML e Java. Fu la prima implementazione specifica di un dominio basato strettamente su XML, il sistema più robusto e ampiamente utilizzato per la gestione di informazioni precise in molte aree di applicazione. È stato sviluppato in oltre un decennio da Peter Murray-Rust, Henry Rzepa e altri ed è stato provato in molte aree e su una varietà di macchine.
L'informazione chimica è tradizionalmente conservata in molti tipi di file di formato differente, il che implica l'uso di vari formati per condividere informazioni su un singolo progetto. Il formato CML riunisce più di questi formati in uno solo, aiutando gli sviluppatori CML e i chimici a progettare documenti interoperabili. Esistono un certo numero di strumenti che possono generare, elaborare e mostrare documenti CML. In questo modo l'informazione chimica può essere distribuita all'interno di documenti XML utilizzando il CML.
Il CML è in grado di supportare un'ampia varietà di concetti chimici includendo:
- molecole
- reazioni
- spettri e dati analitici
- chimica computazionale
- cristallografia e materiali

## Versioni
L'ultima versione disponibile è schema 2.5 scaricabile da sourceforge.net. Il formato CML1 è ormai obsoleto e non dovrebbe essere più utilizzato.

## Strumenti
JUMBO, Java Universal Molecular Browser for Objects, è una libreria Java che supporta la validazione, lettura e scrittura di CML così come la conversione a CML di diversi formati correlati e, per esempio, una reazione in CML a una rappresentazione SVG animata della stessa reazione. JUMBO si è evoluto in una libreria Java estensiva in grado di supportare tutti gli elementi nello schema CML. Sebbene JUMBO è usato come un browser, l'approccio preferito è di utilizzare strumenti Open Source come Jmol e JChemPaint.